# A.C. Meyer
Adolph Frederik Charles Meyer (født 11. juni 1858 i København, død 6. august 1938 i Skodsborg) var en dansk stukkatør, socialdemokrat, journalist, forfatter og politiker.
A.C. Meyer var uddannet som maskinarbejder og stukkatør, var sekretær for Smedenes og Maskinarbejdernes Fagforening 1876-1878, medstifter af Socialdemokratisk Forbund og medlem af dets hovedbestyrelse. I 1878 var han tillige kortvarigt forretningsfører for samme, og regnes for den 6. partiformand. Fra 1884 var han medarbejder ved Social-Demokraten og han var medlem af Folketinget 1895-1932 for Københavns 13. kreds. Han var også stifter af Oplysningsklubben Karl Marx, grundlægger af Børnenes Kontor, i bestyrelsen for Dansk Cyklist-Forbund. Han stiftede i 1889 den første danske atletklub og nogle år senere Arbejdernes Idrætsklub; æresmedlem af Atletunionen.
Ydermere stiftede A.C. Meyer sammen Louis Florin organisationen D.U.I (De Unges Idræt), i dag DUI-LEG og VIRKE, den 10. november 1905 i Folkets Hus på Rømersgade, som i dag huser Arbejdermuseet.
Meyer var forfatter til flere skuespil, der blev opført på Arbejdernes Teater Han udgav et par digtsamlinger, romaner og talrige sange. Til den 8. internationale socialistkongres i København i 1910 skrev han åbningskantaten, hvortil han digtede sin versionering af Internationale, nemlig sangen "Flyv højt vor sang på stærke vinger".
A.C. Meyers Vænge i Københavns Sydhavnskvarter er navngivet til minde om ham.
A.C. Meyer havde mange børn. En af dem var jazzmusikeren Arnvid Meyer.